# Círculo de Borgoña

Expansión territorial francesa. La época de Luis XIV está en color naranja

La Circunscripción de Borgoña (en alemán: Burgundischer Reichskreis) iba a ser una de los diez círculos imperiales en los que Maximiliano I de Habsburgo estructuró el Sacro Imperio Romano Germánico en la Dieta de Colonia de 1512 pero no llegó a materializarse, hasta la Transacción de Augsburgo de 1548. Comprendía esencialmente los territorios que había heredado de la Casa de Borgoña al oeste del Imperio y que habían sido parte del Ducado de Borgoña junto con algunos otros pequeños señoríos. La circunscripción constaba de dos áreas considerablemente separadas, el Franco Condado, al sur, y los Países Bajos, al norte; que comprendían los actuales Países Bajos, Bélgica y Luxemburgo, a excepción del Principado de Lieja que pertenecía al Círculo de Baja Renania-Westfalia. La nueva división del Imperio no estaba sometida al Tribunal de la Cámara Imperial (en alemán, Reichskammergericht) y tenía la obligación de pagar impuestos al equivalente de dos príncipes electores y en tiempos de guerra, por tres príncipes electores.
Una mayor cohesión del Círculo de Borgoña se estableció con la Pragmática Sanción de 1549, por la que sólo los territorios de los Países Bajos ("pays de par-deça"), fueron declarados una entidad territorial indivisible, las Diecisiete Provincias, que se heredaría por el mismo monarca (Señor de los Países Bajos: Heer der Nederlanden).
En el siglo XVII el área de la Circunscripción de Borgoña se redujo notablemente a causa de la expansión francesa llevada a cabo por Luis XIV y la independencia de los Países Bajos del norte. El final del Círculo llegó el 1 de octubre de 1795 cuando la Convención Nacional Francesa incorporó el territorio a Francia y el 17 de octubre de 1797, se reconoció la anexión en el Tratado de Campo Formio, finalizando así el Círculo de Borgoña.

## Composición
El círculo estaba formado por los siguientes estados:
| Nombre                | Tipo de entidad       | Comentarios |
| --------------------- | --------------------- | --- |
| Diecisiete Provincias |                       | |
| Artois                | Condado               | Cedido por Francia en 1493, y anexionado por Francia en 1659. Tratado de los Pirineos, salvo Aire, Arques, Clairmarais y Saint Omer (cedidas en los Tratados de Nimega) |
| Brabante              | Ducado                | Incluido el Marquesado de Amberes. |
| Drente                | Condado               | |
| Flandes               | Condado               | |
| Frisia                | Señorío               | |
| Groninga              | Señorío               | |
| Güeldres              | Ducado                | |
| Henao                 | Condado               | |
| Holanda               | Condado               | |
| Limburgo              | Ducado                | Vinculado al Ducado de Brabante. |
| Luxemburgo            | Ducado                | |
| Malinas               | Señorío               | Vinculado al Ducado de Brabante. |
| Namur                 | Marquesado            | |
| Overijssel            | Señorío               | |
| Utrecht               | Señorío               | |
| Zelanda               | Condado               | |
| Zutphen               | Condado               | Vinculado al Ducado de Güeldres. |
| Franco Condado        |                       | |
| Borgoña               | Condado               | Anexionado por Francia en 1678. Tratados de Nimega. |
| Besanzón              | Ciudad Imperial Libre | Anexionado a España en 1654. Ocupada por Francia en 1674, posesión legaliza por los Tratados de Nimega.                                                                 |